# منتخب سان بيير وميكلون لهوكي الجليد للرجال
منتخب سان بيير وميكلون لهوكي الجليد للرجال هو ممثل سان بيير وميكلون الرسمي في المنافسات الدولية في هوكي الجليد
.